# Lionel Lacaze
Lionel Lacaze (ur. 24 marca 1955 w Bordeaux) – francuski zapaśnik walczący w stylu klasycznym. Dwukrotny olimpijczyk. Odpadł w eliminacjach w Montrealu 1976 i Moskwie 1980. Walczył w kategorii do 62 – 68 kg.
Czwarty na mistrzostwach świata w 1979. Jedenasty na mistrzostwach Europy w 1980 i 1981. Wicemistrz igrzysk śródziemnomorskich w 1979 roku.
Mistrz Francji w 1980 i 1981 roku.